# Cazanes
Cazanes es una parroquia española del concejo de Villaviciosa, en Asturias. Cuenta con una población de 120 habitantes (INE, 2020).
Está situada a tres kilómetros de la capital del concejo, Villaviciosa. Limita al norte con la parroquia de Bedriñana, al sur con la de Amandi, al oeste con las de San Justo y Grases, y al este con la de Villaviciosa.

## Localidades
La parroquia está formada por las siguientes poblaciones:
- Abayu, aldea
- Carcabada (La Carcavada), casería
- Cazanes, lugar
- La Cobertoria, casería
- Curuxéu, casería
- Cueto  (El Cuetu), casería
- Felgueres, casería
- La Garita, casería
- Mieres, aldea
- Oriyés, casería
- Sorribes, casería
- El Valle, casería
- La Vega (Vega), casería

## Demografía
| Gráfica de evolución demográfica de Cazanes entre 2000 y 2020      |
|                                                                    |
| Población de derecho (2000-2020) según el padrón municipal del INE |

## Patrimonio
- Iglesia de San Julián.[3]